# Русий Ігор Петрович
Ігор Петрович Русий (нар. 02 травня 1965, селище Антоніни Красилівського району Хмельницької області — 29 травня 2022) — учитель, наставник, педагог-дослідник, краєзнавець, активний громадський діяч, патріот, доброволець (ЗСУ).

## Родина
Народився 02 травня 1965 року. Його батько, Петро Федорович,  працював завідувачем господарства в Антонінській спеціалізованій школі. Мати, Ганна Петрівна, завідувала фельдшерсько-акушерським пунктом у селі Зелена, працювала акушеркою у поліклініці в Антонінах.
Дружина, Тетяна Василівна, директор Пасічнянського ліцею імені Ігоря Русого,  двоє синів Ярослав та Олег.

## Освіта
- Антонінська середня школа (1982).
- Кам'янець-Подільський державний  педагогічний інститут ім. В. П. Затонського, історичний факультет (1990).
- Київський центральний інститут післядипломної педагогічної освіти при НАПН України, спеціальність «Менеджмент організацій» кваліфікація магістр менеджменту (2002).

## Трудова діяльність

#### Піонервожатий
Свою професійну діяльність Ігор Петрович розпочав  на посаді піонервожатого в Антонінській школі.

#### Педагогічна діяльність
У 1988 році  розпочав працювати вчителем історії Пасічнянської середньої школи. З цього року починається його плідна й натхненна робота у школі, яка стала для нього рідною. З перших днів перебування у закладі молодий енергійний вчитель згуртував навколо себе активних і творчих педагогів. Щоб урізноманітнити шкільне життя, організував творчу студію «Експеримент», яка наповнила шкільне життя тематичними радіопередачами на перервах, спілкуванням з цікавими людьми, навчанням азів журналістики. Коли виникла необхідність  більш широкого спілкування та створення умов для всебічного розвитку дітей та підлітків, розвиток їх творчих здібностей, поглиблення освітнього рівня,  долучення до благодійної діяльності, то Ігорем Петровичем розроблено і реалізовано ще один проєкт — ДГО «Гарт». 20 лютого 1996 р. організацію було зареєстровано. До організації долучилися вихованці та наставники з інших шкіл, адже вона мала статус обласної і складалася з палати дітей та дорослих. Для членів організації — поїздки, походи, зустрічі, благодійні акції, записи на телебаченні…
У 2001 році організація «Гарт» стала номінантом другої обласної молодіжної мистецької акції «Подільський оскар 2001» у номінації «Молодіжна громадська організація року».
У 1997 році Ігор Петрович був призначений на посаду директора Пасічнянської ЗОШ І-ІІІ ступенів. Розробляється і реалізується проєкт «Обдарована дитина», мета якого передбачає підняття авторитету учня, який має досягнення у навчанні, спорті… Спільно з місцевим дослідним господарством вводиться грошове преміювання учнів за особливі досягнення, випускається шкільний вісник «Обдарована дитина».
У 2001 році створює заклад нового типу — Пасічнянський НВК «Загальноосвітня школа І-ІІІ ступенів, агротехнологічний ліцей», розробляє і реалізовує проєкт «Безперервна освіта. Дистанційне навчання». Уперше в Україні у 2002 р. на базі Пасічнянського НВК відкрито локальний пункт дистанційної освіти від Хмельницького національного університету, який надає можливість здобути вищу освіту для випускників школи, людям з обмеженими можливостями, жителям села, нашого та сусідніх районів за 14-ма спеціальностями. Центр успішно функціонує до 2021 р.
Керівник налагоджує зв'язки з вищою школою: було підписано договори про співпрацю та відкрито підготовчі курси для вступу у вищі навчальні заклади.
Уперше на базі сільського закладу  проводяться міжнародні науково-практичні конференції за сприяння Хмельницької обласної державної адміністрації, Українського інституту міжнародних відносин.
Проводиться форум «Співдружність, перевірена  часом», у заклад приїздять ректори та представники вузів  із Хмельницького, Кам'янця-Подільського, Львова, підписуються договори про співпрацю, закладається «Сад співдружності». Учні Пасічнянського НВК та інших закладів району мають можливість у стінах школи отримати свою першу професію: «Оператор комп'ютерного набору» та «Шофер».
За наполегливої ініціативи Ігоря Петровича у 2003 році реалізувався проєкт «Рейтингова система», що дає можливість справедливого підходу до оцінки роботи педагогів. З 2004 року реалізується проєкт «Музейна педагогіка» і «Музей знатних земляків», а пізніше «Музей села Пасічна». Уперше, як засіб мотивації людей, які сприяють розвитку школи, їх вшанування у 2005 р. реалізується проєкт «Почесний вчитель Пасічнянського НВК».
Ігорем Петровичем запроваджено відзначення ювілеїв школи: 135, 145, 150 рр. У 2006 р. заклад стає лауреатом Всеукраїнського конкурсу «100 кращих шкіл України» у номінації «Школа — соціокультурний центр села».
Метою Ігоря Петровича Русого було створити заклад, що надихав би учнів на успіх, впроваджував нові ідеї та вирізнявся серед інших шкіл району, області й України.  Учні брали участь у Всеукраїнських фестивалях «Ліхтарики миру» в Донецьку, Києві, Хмельницькому, стали колективними членами Асоціації клубів дитячої дипломатії. Через діяльність СПОХ більше 60 учнів мали змогу безкоштовно відпочивати і навчатися у Всеукраїнському дитячому центрі «Молода гвардія». Пам'ятною була участь у київській телепередачі «Ми родом з дитинства».

#### Начальник відділу освіти
Успіхи Ігоря Петровича на посаді директора школи не залишилися непоміченими, і в 2006 році його призначили начальником Старосинявського районного відділу освіти. У жовтні 2010 року він  залишив посаду начальника Старосинявського районного відділу освіти.

#### Голова РДА
У 2015 році випала ще одна нагода працювати на розвиток держави та Старосинявського району — цього разу вже як голова районної державної адміністрації. Він обіймав цю посаду до 2018 року.
Серед основних досягнень цього періоду:
- співпрацював з громадськими організаціями у районі «Патріот України», «Гарт», Спілкою ветеранів Афганістану, газетою «Колос»;
- у 2017 році ініціював проведення науково-краєзнавчої експедиції «Історико — культурна спадщина Хмельниччини: проблеми збереження»;[3]
- організував зустріч та спілкування з учасниками потягу єднання «Труханівська Січ»;[4]
- у серії «Славетна Старосинявщина», за ініціативи та безпосереднього авторства Ігоря Петровича, видрукувано книгу «Старосинявщина в історії та документах» у 2-х частинах.[5]

#### Міжнародні проєкти
Мрія Ігоря Петровича — розширити рамки спілкування до міжнародного рівня.
Першою ластівкою у 1998 році була зустріч і спілкування із педагогами із США, які завітали у заклад за програмою «За мир і взаєморозуміння».
З 2006 року розпочинається робота з Корпусом Миру США в Україні. Першочергове завдання — удосконалення знань з англійської мови серед учнів та дорослих. Цьому передує пошук та облаштування житла для волонтерів.
2008—2010 рр. у закладі працює волонтер Корпусу Миру Джін Ріплі. 2011—2013 — волонтер Джін Парк. 2009, 2010, 2012, 2013 рр. — у літній період функціонують мовні табори для учнів за участю інших волонтерів Корпусу Миру.
Учні школи стають учасниками Програми обміну майбутніх лідерів «FLEX».
У рамках Міжнародного проєкту розроблено і реалізується ще два проєкти: «Кабінет англійської мови» та «Сила. Краса. Здоров'я». 20 листопада 2015 року у заклад прибув новопризначений директор Корпусу Миру США в Україні Дені Ростам, щоб обговорити перспективи співпраці.
За його ініціативи і безпосередньої участі було:
- створено на базі Пилявської ЗОШ І-ІІІ ступенів школу козацького гарту;
- впроваджено вперше на теренах Хмельниччини освітянсько-молодіжний проєкт «Стежками козацької звитяги»;
- запроваджено щорічне таборування на полі Пилявецької битви у рамках освітньо-молодіжного проєкту «Стежками козацької звитяги»;
- розроблено і впроваджено  акцію з підтримки здібних та обдарованих дітей району «VIVAT», яка на сьогодні носить ім'я Ігоря Русого;
- вшановуючи вклад в освітянську справу попередників, запроваджено щорічну премію ім. Дениса Мельника для нагородження творчих педагогічних працівників району;
- започатковано випуск інформаційного бюлетеня Старосинявського районного відділу освіти, громадської ради відділу «Освіта Старосинявщини»;
- видано збірник учнівських робіт «Плаче свічка, стікає по серцю…» та книги спогадів про трагічні сторінки історії «Віче скорботи», «Пилявеччина: погляд крізь віки», за редакцією І. П. Русого;
- створено три освітні округи Старосинявського району;
- організовано з творчими вчителями району розробку програм елективних курсів, які затверджує МОН;
- проводяться третя, п'ята, сьома міжнародні науково-практичні конференції за сприяння Хмельницької обласної  адміністрації, Українського інституту міжнародних відносин;

## Незмінний тренер
Спорт був у житті Ігоря Петровича з самого дитинства. Ідея облаштувати тренажерний зал у селі була справжнім викликом для молодого вчителя. Тому разом із групою юнаків він розчистив спортзал у приміщенні старої школі та почав обладнувати його для занять спортом.
У 1989  році відкрився спортивний клуб «Самсон». Кандидат у майстри спорту, Русий Ігор Петрович протягом усього часу (33 роки) залишався незмінним тренером, 26 років — на безоплатній основі. Особисто підготував 7 КМС, тричі юнацька команда спортклубу ставала чемпіоном Хмельницької області, брали участь у республіканських змаганнях.
Розроблено і реалізовано Міжнародний проєкт «Сила. Краса. Здоров'я» під час роботи волонтера Корпусу Миру США у навчальному закладі  міс Джін Йонг Парк. У  2014 році співпали дві події: відкриття сучасного оздоровчого центру та 25 років від заснування спортклубу «Самсон». На урочистості запрошено відомих спортсменів-випускників школи, вихованців спортклубу. Відбулася презентація книги «Шлях довжиною в чверть століття» Русого Ігоря Петровича, тренера спортклубу, що стало своєрідним підсумком діяльності.
Завдяки ініціативі Ігоря Петровича, щорічно у Пасічнянському ліцеї відбувався турнір з силового триборства, приурочений  пам'яті вихованця спортклубу «Самсон» Вадима Шалатовського, який загинув у російсько-українській війні під час виходу з Іловайського котла.

## Громадська діяльність
Працюючи вчителем історії, він пояснював учням: любити рідний край, Україну, бути її патріотом — неможливо без знання минулого, адже справжня любов народжується через розуміння.
І. П. Русий — керівник шкільного краєзнавчого гуртка, член Національної спілки краєзнавців України, дійсний член Центру дослідження «Поділля». З 2021 року — «Почесний краєзнавець Хмельниччини» — звання, яким він щиро пишався.
Важливим елементом навчання краєзнавству в Пасічнянській школі стало залучення дітей до справжніх археологічних досліджень. Гуртківці-краєзнавці з великим захопленням вирушають у дво- та триденні походи до літописного Губина, де разом зі студентами та викладачами Кам'янець-Подільського національного університету ім. І. Огієнка беруть участь у археологічних розкопках.
Важливим напрямком розвитку краєзнавства в школі став розроблений ним проєкт «Музейна педагогіка», який знайшов своє практичне втілення у відкритому в грудні 2004 року в приміщенні школи «Музеї знатних земляків».
Ігор Петрович виношував думку про створення музею села Пасічна. Ідею підтримав і допоміг втілити в життя  на той час директор ДП ДГ «Пасічна» В. П. Таєнчук. У 2012 році був відкритий «Музей села Пасічна».
За ініціативи Ігоря Петровича та підтримки науковців у селі Пасічна протягом трьох років проводяться Всеукраїнські археологічні розкопки. Було відкрито і досліджено Черняхівське поселення ІІ-V століть н. е.
Як історик і краєзнавець, Ігор Петрович відчував велику вдячність і водночас персональну відповідальність перед рідними Антонінами. У 2006 році Ігор Петрович став співзасновником та керівником організації «Антонінський край». Результатом роботи організації стало проведення триденної Міжнародної науково-практичної конференції «Антонінський край у просторі і часі», видання двотомника матеріалів конференції та створення музею, на відкритті якого були присутні гості з-за кордону, зокрема нащадки Потоцьких.
Русий Ігор Петрович 22 жовтня 2008 року був обраний головою ревізійної комісії Хмельницької обласної організації НСКУ. З 2009 року — ініціатор створення Старосинявської районної організації НСКУ у складі обласної спілки краєзнавців. Організація стала однією з найчисельніших і творчо працюючих в області. Результатом діяльності місцевого товариства стали організація фестивалів на Полі козацької слави на честь переможної Пилявецької битви під проводом Богдана Хмельницького у 1648 році, проведення всеукраїнських та регіональних науково-краєзнавчих конференцій, круглих столів, наукових читань. Вершиною досягнень місцевої спілки краєзнавців стало видання книги «Старосинявщина в історії та документах».
30 жовтня 2017 року Пасічнянський ліцей  зустрічав наукову експедицію «Історико-культурна спадщина Хмельниччини: проблеми збереження» на чолі з О. П. Реєнтом, доктором історичних наук, головою Національної спілки краєзнаців України.
12 жовтня 2021 року за участі Ігоря Петровича, як голови Старосинявської ГО НСКУ, було проведено історико-краєзнавчі сходини «Славетна Старосинявщина: погляд крізь віки», присвячені 478 річниці створення селища Стара Синява.
Активно готував Ігор Петрович підґрунтя для Всеукраїнської конференції у с. Теліженці, присвяченої 440-й річниці заснування села, яка пройшла 19 серпня 2022 року уже без нього та була присвячена «пам'яті знаного освітянина, воїна, Почесного краєзнавця Хмельниччини І. П. Русого».
Русий Ігор Петрович — ініціатор, розробник і реалізатор багатьох освітніх проєктів у навчальному закладі. Він віддає перевагу козацькій педагогіці. У 2010 році, згідно з рішенням загальношкільного батьківського комітету та спільних зборів батьків і учнів, розпочинається реалізація освітньо-модульного проєкту «Славу козацьку повік не забуваєм».
Пасічнянські козаки подорожували місцями козацької слави, займалися пошуково-краєзнавчою роботою, відвідували елективні курси, брали участь у різноманітних змаганнях, за підсумками модуля визначають «Кращого козака», «Кращу козачку», вступили до Хмельницької громадської організації "Крайовий козацький полк  «Подільські джури». У закладі щорічно проходить Тиждень козацької слави. Серед заходів обов'язковим є таборування на Пилявецькому полі, покладання квітів до Кургану козацької слави, козацька ярмарка. У березні 2021 р. навчальний заклад отримує свідоцтво про реєстрацію авторського права як Школа козацької педагогіки.
У рамках Всеукраїнського експерименту пасічнянські школярі на чолі з Ігорем Петровичем, з педагогами, ветеранами АТО, батьками, лісничим реалізують проєкт «Козацький гай» до 370 річниці переможної Пилявецької битви та висаджують 370 дерев у спеціально відведеному місці. Досвід Пасічнянського ліцею  з впровадження козацької педагогіки вивчається іншими закладами України, а матеріали про цей досвід публікуються в педагогічних виданнях та навчальних посібниках.

## Військове життя
З 1983 по 1985 рік проходив строкову службу в лавах Радянської армії.
У перший день початку війни Ігор Петрович іде до військкомату. На зауваження дружини почекати виклику відповів: «Як я буду вчити дітей історії, дивитися їм в очі, коли не піду?».
З 25 лютого, уже з речами, приступає до служби. Зарахований до роти охорони 26 лютого 2022 року. Не чекаючи вказівок, проявляє свої організаторські здібності і починає облаштовувати побут для людей, які прибувають. Служить на посаді відповідального з матеріального забезпечення.
9 травня, пізно ввечері, надходить наказ командирувати трьох бійців із роти охорони для виконання військового обов'язку. Оберігаючи молодих товаришів.
10 травня разом із двома побратимами-добровольцями Ігор Петрович вирушає до 24-ї бригади імені Данила Галицького. Без жодної попередньої підготовки їх одразу відправляють на Схід.
13 травня прибувають до Попасної, згодом — до Бахмута, а з 19 травня опиняються на нульовій позиції в Золотому. Протягом 10 днів зв'язку з рідними не було. Ігор Петрович служив на посаді стрільця-помічника гранатометника 3-го взводу 7-ї механізованої роти 3-го механізованого батальйону військової частини А0998.
29 травня 2022 року, близько дванадцятої години, під час тривалого артилерійського обстрілу загинув на позиції біля міста Золоте Луганської області. Похоронений Ігор Петрович у с. Пасічна 3 червня 2022 року.

## Творчість
- Русий І. П. Події 1648 року в історії України // Пилявеччина: погляд крізь віки/ гол. редактор І. Русий.- Стара Синява.- 2008.- С.3-5
- Русий І. П. Правові аспекти будівництва української національної держави середини ХУІІ ст.// Пилявецька битва 1648 року в історії України: матеріали науково -практ. конф.- Стара Синява.- 1995.- С.107-119
- Русий І. П. Шлях довжиною у чверть століття: краєзнавчий збірник/ І. П. Русий.-2-ге вид., випр. та доп.- Хмельницький: Крисюк С. Г., 2015.-136с.:фото.- (Славетна Старосинявщина)
- Старосинявщина в історії та документах /авт. упоряд. Байдич В. Г., Сологуб Л.Л, авт. колектив Русий І.П, Поліщук А.С, Сердунич Л. А.та ін.- Хмельницький: Мельник А. А., 2016.- 304 с.: фото. — (Праці Державного архіву Хмельницької області) (Славетна Старосинявщина)

## Нагороди та вшанування
- Як провідний освітянин області занесений до «Енциклопедія освіти Хмельниччини» (2017 р.).[9]
- Відповідно до рішення 22 чергової сесії 8 скликання Старосинявської селищної ради Хмельницького району Хмельницької області від 09.06.2022 року № 101-22/2022 Пасічнянському ліцею Старосинявської селищної ради Хмельницького району Хмельницької області, де розпочав свою педагогічну діяльність і працював Ігор Петрович Русий, присвоєно його ім'я.
- Рішенням 31 чергової сесії 8 скликання Старосинявської селищної ради Хмельницького району Хмельницької області від 06.12.2022 року № 13-31/2022 у селі Пасічна вулицю Радгоспна перейменовано на вулицю Ігоря Русого.
- 19 серпня 2022 року у селі Теліженці відбулася науково — краєзнавча конференція «Село Теліженці на Старосинявщині: історія, проблеми, перспективи розвитку», присвячена 440-ій річниці найдавнішої писемної згадки про село Теліженці  та світлій пам'яті знаного освітянина, громадського діяча, воїна, Почесного краєзнавця Хмельниччини Ігоря Петровича Русого.[10]
- 2 травня 2023 року (у день народження Русого І. П.) у Пасічнянському ліцеї відбулося відкриття меморіальної дошки, пам'ятного знаку, який нагадує про творчу педагогічну діяльність у стінах закладу патріота, захисника України.[11]
- 24 травня 2023 року відбулася науково-практична конференція «Травневі сходини у Пасічнянському ліцеї пам'яті Ігоря Русого», яка відповідно до Положення  та плану роботи ХОІППО проводитиметься один раз на два роки на базі Пасічнянського ліцею імені Ігоря Русого.[12]
- 01 червня 2023 року у Пасічнянському ліцеї імені Ігоря Русого відбулася мистецько-освітянська акція «VIVAT», котру започаткував Русий І. П. З метою вшанування пам'яті Вчителя, його сподвижницької праці дана акція на сьогодні носить його ім'я.[13]
- Рішенням сесії Старосинявськоїї селищної ради № 4-38/2023 від 25 04.2023  Русому Ігорю Петровичу присвоєно звання «Почесний громадянин Старосинявської громади».[14]
- Указом Президента України від 22 грудня 2023 року № 847 Ігоря Петровича Русого нагороджено орденом «За мужність» ІІІ ступеня.[15]
- Наказом командира в/ч А0998 № 720 А-ОД від 27.01.2025 нагороджений посмертно орденом «Хрест Героя».